# 야마모토 데쓰야 (1985년)
야마모토 데쓰야(일본어: 山本 哲哉, 1985년 9월 4일 ~ )는 일본의 전 프로 야구 선수이며 야구 지도자이다. 현재 일본프로야구 센트럴리그에 도쿄 야쿠르트 스왈로스의 2군 육성 투수 코치이다.와카야마현 히다카군 유라정 출신이며 현역 시절 포지션은 투수였다.

## 인물

### 프로 입단 전
초등학교 1학년 때부터 야구를 시작했고 중학교 시절에는 소년 야구팀 ‘와카야마 라이온스’에서 활약했다. 미나베 고등학교에서는 오카모토 요스케의 대기 투수였다.
긴키 대학에서는 3학년 봄부터 등판했는데 3학년 가을에 열린 교토 대학과의 경기에서 첫 선발 등판하여 5피안타 무볼넷으로 완봉승을 거둬 첫 승리 투수가 됐다. 이후 오토나리 겐지에 이은 2선발로서 활약했다. 4학년 가을에는 구원, 마무리로 활약하여 팀 우승에 큰 기여를 했다. 리그 통산 20경기에 등판하여 5승 1패, 평균 자책점 1.25를 남겼고 팀 동기로는 오제 히로유키가 있다.
그 후 미쓰비시 중공업 고베에 입사하여 사회인 야구팀에 소속됐는데 1년째부터 팀의 에이스가 되면서 2년 연속(제79회, 제80회) 팀을 도시 대항 야구 대회의 출전을 이끌었다. 특히 제80회 대회에서는 최고 구속 148km를 기록했다. 2009년 10월 29일에 열린 프로 야구 드래프트 회의에서 도쿄 야쿠르트 스왈로스로부터 2순위 지명을 받았고 그해 11월 27일에 계약금 7,500만 엔, 연봉 1,200만 엔으로 가계약을 맺었다(금액은 추정치).

### 프로 입단 후
2010년에는 시범 경기에 첫 등판하여 호투했지만 경기 종료 후 팔꿈치 통증을 호소했고, 정밀검사 결과 인대가 끊어진 것으로 판명됐다. 토미 존 수술을 받았기 때문에 1군과 2군에서의 단 한 번도 출전하지 못한 채로 시즌을 마쳤다. 2011년에는 팔꿈치 부상의 영향으로 이렇다 할 만한 활약을 보여주지 못했고 1군에서의 성적은 9경기에 등판하여 승리없이 1패만 기록했다.
2012년에는 시즌 중반에 토니 바넷이 전력에서 이탈한 이후 셋업맨으로 자리잡았고 그해 50경기에 등판하여 2승 2패, 17홀드, 1.21의 평균 자책점으로 좋은 성적을 남겼다.
2013년에도 셋업맨으로서 시즌 개막을 맞이했지만 바넷의 부진으로 시즌 초반부터는 마무리 투수로 보직이 변경되면서 시즌 11세이브를 기록했다. 시즌 중반부터는 신인이던 이시야마 다이치와의 배치 전환에 의해 다시 셋업맨이 되면서 개인 최다인 64경기에 등판, 25홀드를 기록했다.
2014년에는 투수진이 전체적으로 저조한 모습을 보여 개막 후 7경기 중 6경기에 등판하는 등 시즌 초반부터 등판을 거듭했다. 7월에는 3경기 연속으로 실점을 내주면서 한 번은 1군 등록이 말소됐지만 3년 연속 50경기 등판을 넘겼다. 그런 한편으로 홀드수, 평균 자책점에서는 전년도에 비해 성적이 떨어졌다.
2015년에는 1군에서의 17경기 등판에만 그쳤고 같은 해 9월에는 두 번째의 오른쪽 팔꿈치 인대 재건 수술(토미 존 수술)을 받았다. 이듬해 2016년에는 전년도 팔꿈치 수술의 영향으로 1군 등판은 없었다.
2018년 9월 30일에 현역에서 은퇴하겠다는 입장을 밝혔고 같은 해 10월 8일 메이지 진구 야구장에서 열린 한신 타이거스전의 7회초에 은퇴 등판하여 상대 타자 요카와 나오마사를 중견수 뜬공으로 처리했고 마찬가지로 이 해를 끝으로 은퇴하는 마쓰오카 겐이치와 교체됐다.

## 상세 정보

### 출신 학교
- 와카야마 현립 미나베 고등학교
- 긴키 대학

### 선수 경력
사회인 시대
- 미쓰비시 중공업 고베

프로팀 경력
- 도쿄 야쿠르트 스왈로스(2010년 ~ 2018년)

### 지도자 경력
- 도쿄 야쿠르트 스왈로스 2군 육성 투수 코치(2022년 ~ )

### 개인 기록

#### 첫 기록
- 첫 등판 : 2011년 8월 20일, 대 요미우리 자이언츠 19차전(도쿄 돔), 6회말에 2번째 투수로서 구원 등판, 1이닝 무실점
- 첫 탈삼진 : 상동, 6회말에 사카모토 하야토로부터 루킹 삼진
- 첫 홀드 : 2012년 6월 27일, 대 요코하마 DeNA 베이스타스 7차전(셀룰러 스타디움 나하), 7회말 2사에 2번째 투수로서 구원 등판, 1/3이닝 무실점
- 첫 승리 : 2012년 6월 29일, 대 한신 타이거스 6차전(메이지 진구 야구장), 8회초 1사에 6번째 투수로서 구원 등판, 2/3이닝 무실점
- 첫 세이브 : 2013년 4월 23일, 대 히로시마 도요 카프 4차전(메이지 진구 야구장), 9회초에 4번째 투수로서 구원 등판·마무리, 1이닝 무실점

#### 기타
- 올스타전 출장 : 1회(2013년)

### 등번호
- 20(2010년 ~ 2018년)
- 92(2021년 ~ )

### 연도별 투수 성적
| 연 도      | 소 속      | 등 판 | 선 발 | 완 투 | 완 봉 | 무 4 구 | 승 리 | 패 전 | 세 이 브 | 홀 드 | 승 률 | 타 자 | 이 닝 | 피 안 타 | 피 홈 런 | 볼 넷 | 고 4 | 몸 맞 | 탈 삼 진 | 폭 투 | 보 크 | 실 점 | 자 책 점 | 평 자 책 | W H I P |
| ---------- | ---------- | ----- | ----- | ----- | ----- | ------- | ----- | ----- | -------- | ----- | ----- | ----- | ----- | -------- | -------- | ----- | ---- | ----- | -------- | ----- | ----- | ----- | -------- | -------- | ------- |
| 2011년     | 야쿠르트   | 9     | 0     | 0     | 0     | 0       | 0     | 1     | 0        | 0     | .000  | 38    | 8.2   | 10       | 0        | 3     | 0    | 0     | 5        | 0     | 0     | 4     | 4        | 4.15     | 1.51    |
| 2012년     | 야쿠르트   | 50    | 0     | 0     | 0     | 0       | 2     | 2     | 0        | 17    | .500  | 183   | 44.2  | 41       | 1        | 15    | 0    | 3     | 38       | 1     | 0     | 6     | 6        | 1.21     | 1.26    |
| 2013년     | 야쿠르트   | 64    | 0     | 0     | 0     | 0       | 1     | 3     | 11       | 25    | .250  | 250   | 59.2  | 57       | 8        | 17    | 1    | 2     | 38       | 3     | 0     | 24    | 19       | 2.87     | 1.24    |
| 2014년     | 야쿠르트   | 52    | 0     | 0     | 0     | 0       | 3     | 4     | 3        | 10    | .429  | 207   | 45.2  | 54       | 4        | 18    | 0    | 2     | 22       | 0     | 0     | 21    | 18       | 3.55     | 1.58    |
| 2015년     | 야쿠르트   | 17    | 0     | 0     | 0     | 0       | 0     | 0     | 0        | 2     | ----  | 72    | 17.1  | 20       | 1        | 2     | 0    | 1     | 11       | 0     | 0     | 6     | 6        | 3.12     | 1.27    |
| 2017년     | 야쿠르트   | 32    | 0     | 0     | 0     | 0       | 0     | 1     | 0        | 1     | .000  | 155   | 34.0  | 42       | 4        | 13    | 0    | 1     | 10       | 2     | 0     | 21    | 18       | 4.76     | 1.62    |
| 2018년     | 야쿠르트   | 4     | 0     | 0     | 0     | 0       | 0     | 0     | 0        | 0     | ----  | 19    | 4.0   | 5        | 1        | 1     | 0    | 0     | 0        | 0     | 0     | 2     | 2        | 4.50     | 1.50    |
| 통산 : 7년 | 통산 : 7년 | 228   | 0     | 0     | 0     | 0       | 6     | 11    | 14       | 55    | .353  | 924   | 214.0 | 229      | 19       | 69    | 1    | 9     | 124      | 6     | 0     | 84    | 73       | 3.07     | 1.39    |